# La Sentiu de Sió
La Sentiu de Sió és un municipi de Catalunya situat a la comarca de la Noguera. Hi ha diverses teories respecte al nom de sentiu. Una d'aquestes és que prové del llatí sentice que vol dir esbarzer. Es va incloure en el nomenclàtor del primer cens del 1847 com Asentin i el 1930 com Asentiú. El 1983 va regularitzar el seu nom.
La vila fou un dels fronts de la batalla del Segre i un dels municipis que patí més les conseqüències a causa de la seva ubicació a primera línia de foc. A El tossal de les Forques dins del seu terme municipal, resten encara les trinxeres construïdes pel front Franquista durant la Guerra Civil i un conjunt de fosses d'enterraments excavades a la roca i que corresponen a un poblat ibèric.
| Entitat de població      | Habitants (2023) |
| la Sentiu de Sió         | 358              |
| Sant Miquel              | 51               |
| el Tossal de les Forques | 9                |
| Sant Jordi de Muller     | 4                |
| Font: Idescat            |                  |

## Geografia
- Llista de topònims de la Sentiu de Sió (Orografia: muntanyes, serres, collades, indrets..; hidrografia: rius, fonts...; edificis: cases, masies, esglésies, etc).

## Bibliografia

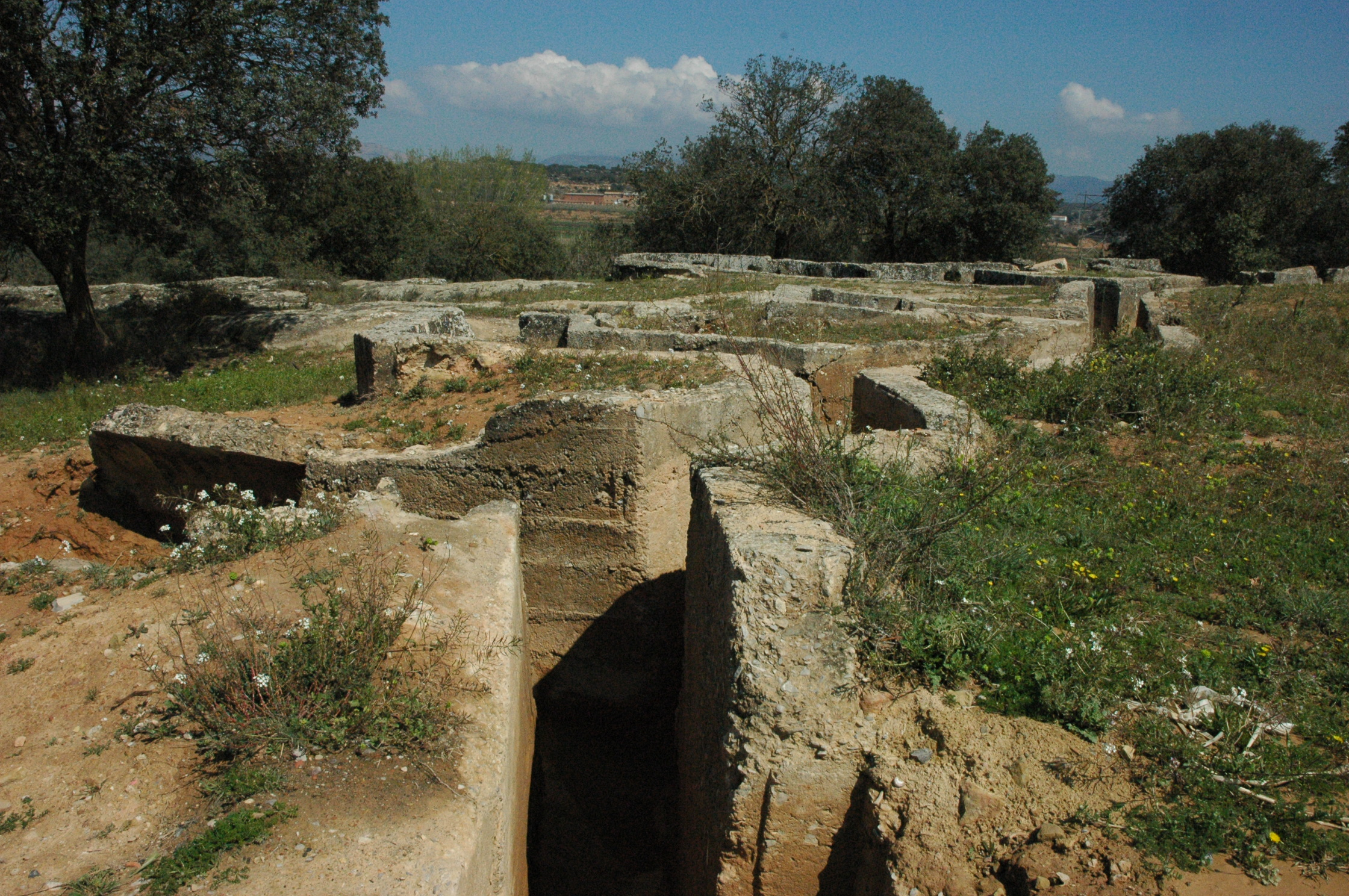
Trinxera franquista de la Guerra Civil a El Tossal de les Forques

## Demografia
| 1497 f | 1515 f | 1553 f | 1717 | 1787 | 1857 | 1877 | 1887 | 1900 | 1910 |
| ------ | ------ | ------ | ---- | ---- | ---- | ---- | ---- | ---- | ---- |
| 6      | 10     | 15     | 50   | 116  | -    | -    | -    | -    | -    |

| 1920 | 1930 | 1940 | 1950 | 1960 | 1970 | 1981 | 1990 | 1992 | 1994 |
| ---- | ---- | ---- | ---- | ---- | ---- | ---- | ---- | ---- | ---- |
| -    | 892  | 745  | 771  | 744  | 584  | 502  | 475  | 468  | 468  |

| 1996 | 1998 | 2000 | 2002 | 2004 | 2006 | 2008 | 2010 | 2012 | 2014 |
| ---- | ---- | ---- | ---- | ---- | ---- | ---- | ---- | ---- | ---- |
| 468  | 481  | 474  | 472  | 466  | 478  | 512  | 502  | 471  | 467  |

| 2016 | 2018 | 2020 | 2022 | 2024 | 2026 | 2028 | 2030 | 2032 | 2034 |
| ---- | ---- | ---- | ---- | ---- | ---- | ---- | ---- | ---- | ---- |
| 462  | 427  | 414  | 417  | 455  | -    | -    | -    | -    | -    |

En el cens del 1857 s'agrega a Bellcaire d'Urgell i se'n desagrega el 1930.